# St. Katharina (Nittendorf)

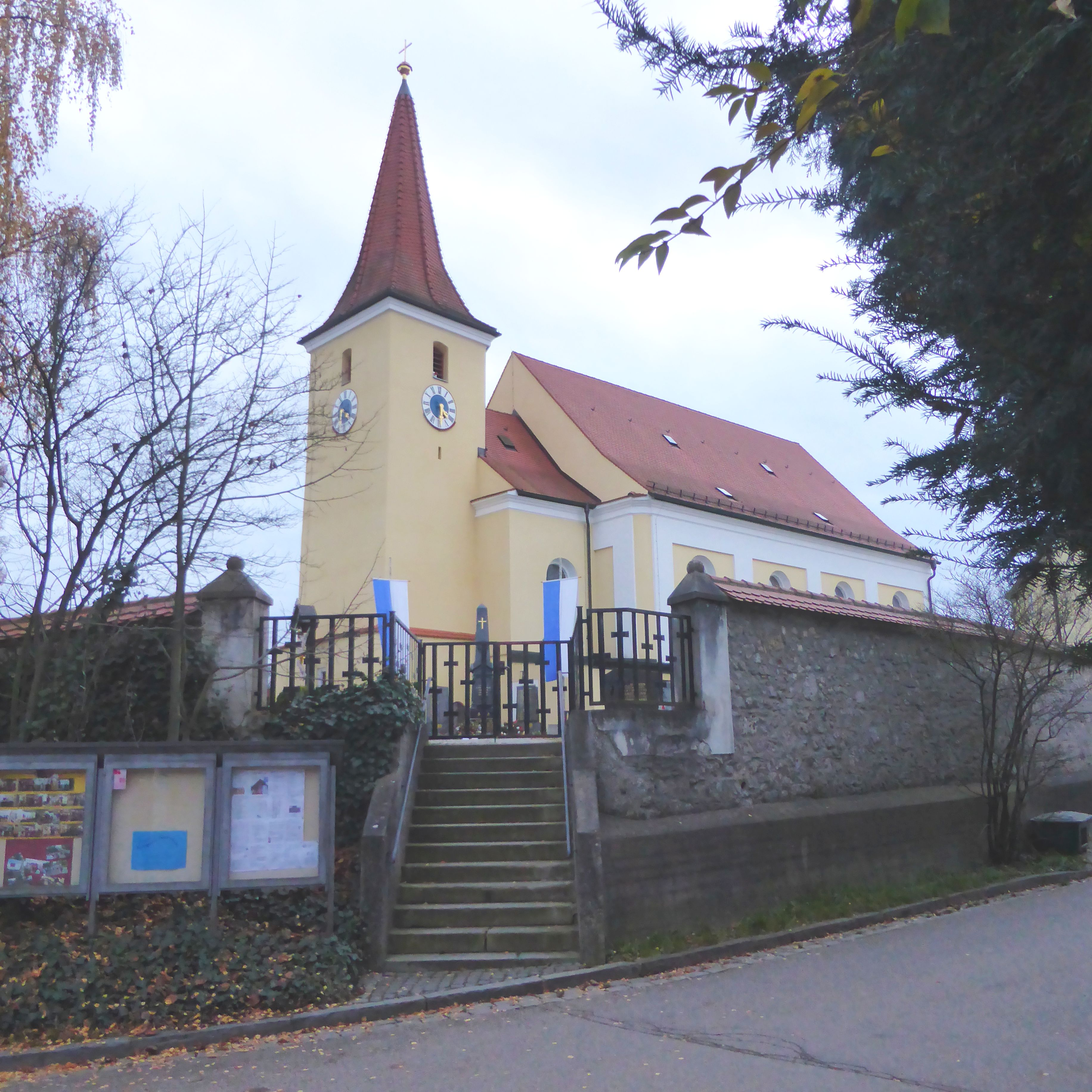
Pfarrkirche St. Katharina in Nittendorf

Die Pfarrkirche St. Katharina liegt im Markt Nittendorf im Oberpfälzer Landkreis Regensburg von Bayern (Kirchstraße 3).

## Geschichte
Die erste Kirche in Nittendorf wurde im 12. Jahrhundert als Filialkirche der Pfarrei Deuerling erbaut. Die Pfarrei Nittendorf wurde 1286 von Herzog Heinrich dem Kloster Prüfening geschenkt. Erster ständiger Pfarrer zu Nittendorf war Pater Fridericus Babst, späterer Abt von Kloster Prüfening. 1492 war ein Josef Grasser und 1539 ein Wolfgang Schuster Pfarrer in Nittendorf. Damals umfasste Nittendorf die Filialen Etterzhausen, Schönhofen, Bergmatting, Teckelstein, Penk, Arlesberg und Pettendorf.
Nach dem Aussterben des Geschlechtes der Herren von Laaber gelangte Nittendorf über Umwege an das Herzogtum Bayern-Landshut und im Zuge des Landshuter Erbfolgekrieges 1505 an das Herzogtum Pfalz-Neuburg. Fürst Ottheinrich wurde ein Anhänger der neuen Lehre Luthers und Nittendorf nach dem Grundsatz „cuius regio, eius religio“ daraufhin lutherisch. Nach dem Neuburgischen Pfarrbuch war für die Orte Nittendorf, Bergmatting, Dürnstetten und Reichenstetten der lutherische Pfarrer Wolfgang Schuster bereits seit 1539 eingesetzt. Ihm folgte Pfarrer Georg Rittmeier von 1548 bis 1554, um 1582 Pfarrer Heinrich Pichler. Ab 1617 erfolgte die Rekatholisierung der südlichen Oberpfalz. Ob der Pfarrer Kaspar Scriba, der in diesem Jahr für die Orte Nittendorf, Bergmatting, Dürnstetten und Reichenstetten installiert wurde, katholischen oder lutherischen Bekenntnisses war, darin widersprechen sich die Quellen. Um 1645 sind jedenfalls wieder alle Einwohner der ehemaligen pfalz-neuburgischen Gemeinden wieder katholischen Glaubens.
Nach dem Dreißigjährigen Krieg wurde Nittendorf ab 1655 vom Kloster Prüfening betreut. 1655–1663 war hier Bernardus Dengl Pfarrer, späterer Abt von Prüfening († 1693). Der letzte Benediktinerpater des Klosters war hier Paul Anton Keffer, der dann von seinem Orden dispensiert und als weltlicher Pfarrkurat 1806 installiert wurde. Die Pfarrkuratie wurde ihm durch König Maximilian Josef von Bayern verliehen.
1811 wurde vom Staat ein neuer Pfarrhof erbaut. Zur Pfarrei gehörten die Orte Nittendorf, Schönhofen, Etterzhausen, Pollenried, Reckelstein und Sauberg. 1847 wurde in Nittendorf die Roidlsche Wohltätigkeitsstiftung eingerichtet. Zudem bestanden damals eine Maria-Hilf-Bruderschaft sowie ein Dritter Orden als religiöse Vereinigung. 1871 wurde Nittendorf wieder eine Pfarrei. 1926 war hier Josef Senft als Pfarrer tätig. Er gilt als Gründer der katholischen Jungbauernschaft.

## Baulichkeit und Ausstattung
Die Pfarrkirche wurde 1730 durch das Kloster Prüfening neu erbaut. Von einem Vorgängerbau ist nichts bekannt, vermutlich dürfte aber der Turm aus früherer Zeit stammen. 1877 wurde eine Sakristei eingebaut. 1895 wurde die Kirche nach Westen erweitert und 1906 (ebenso 1933) renoviert. Die Friedhofsmauer stammt aus dem 18. Jahrhundert.
Die Kirche ist ein Saalbau, gedeckt mit einem Satteldach, und mit einem gotischen Ostturm, der mit einem Spitzdach versehen ist. Chor und Langhaus sind flach gedeckt. Der Hochaltar besitzt vier Säulen, die Seitenaltäre zwei gewundene Säulen. Kanzel und Orgel enthalten Rokoko-Muschelwerk aus der Zeit um 1750, die Beichtstühle sind mit Akanthusschnitzereien verziert. Eine Holzfigur der Maria auf der Mondsichel stammt aus der Zeit um 1500. Ein Kreuzweg wurde 1902 angeschafft. 1925 wurde eine Orgel gekauft.
Bei dem Hochaltar befindet sich ein Grabstein mit dem Ehewappen von Heinrich und Katharina Sauerzapf. Ein weiterer Grabstein ist dem Georg Christoph Sauerzapf gewidmet. Weitere Grabsteine beziehen sich auf Franz Ammon, Sr. Churf. Durchl. Zu Pfalz gewester Mauthner und Umgeld Gegenschreiber zu Etterzhausen † Dez. 1722 und auf Maria Anna de Gaublen, geb. Pechner, Sr. Durchl. Zu Pfalz geweste Mauthnerin zu Etterzhausen † 25. Januar 1758.